# Municipio de San Juan Bautista Tlachichilco
El municipio de San Juan Bautista Tlachichilco es uno de los 570 municipios que conforman al estado mexicano de Oaxaca. Pertenece al distrito de Silacayoapam, dentro de la región mixteca. Su cabecera es la localidad de San Juan Bautista Tlachichilco.

## Geografía
El municipio abarca 90.89 km² y se encuentra a una altitud promedio de 1320 m s. n. m., oscilando entre 1800 y 1100 m s. n. m.

## Demografía
De acuerdo al último censo, realizado por el INEGI en 2010, en el municipio habitan 1447 personas, repartidas entre 5 localidades.